# Faugères (Ardèche)
Faugères é uma comuna francesa na região administrativa de Auvérnia-Ródano-Alpes, no departamento de Ardèche. Estende-se por uma área de 5,99 km². Em 2010 a comuna tinha 100 habitantes (densidade: 16,7 hab./km²).